# Коронационный альбом Елизаветы Петровны

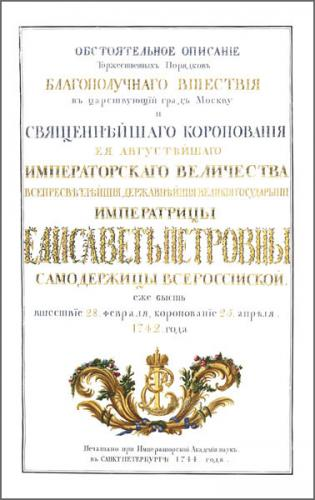
Титульный лист альбома

Коронацио́нный альбо́м Елизаве́ты Петро́вны — церемониальный альбом, изданный по случаю официального вступления на престол российской императрицы Елизаветы Петровны.
Полное название — «Обстоятельное описание Торжественных Порядков благополучного вшествия в царствующий град Москву и священнейшаго коронования Ея Августейшаго Императорскаго Величества Всепресветлейшия Державнейшия Великия Государыни Императрицы Елисавет Петровны Самодержицы Всероссийской, еже бысть вшествие 28 февраля, коронование 25 апреля 1742 года». Издание получилось настолько удачным, что полностью раскрашенный вариант альбома экспонировался на Международной выставке печатного дела в Лейпциге.

## История издания
Первое российское издание было выпущено в 600 экземплярах в 1744 году по случаю церемонии коронации Елизаветы Петровны, которая имела место 25 апреля 1742 года. В том же 1744 году вышел дополнительный тираж в 50 экземпляров. В 1745 году было выпущено ещё 900 экземпляров.

## Оформление альбома
Издание вышло в формате in-plano (большой лист) с двумя титульными листами, на русском и немецком языках. Объём издания — 168 нумерованных страниц. В альбоме содержится большой портрет императрицы, 4 виньетки в тексте и 49 иллюстраций на отдельных листах. Коронационный альбом императрицы Елизаветы Петровны готовили лучшие академические гравёры того времени: X. Вортман, Я. Штелин, И. Соколов, Г. Качалов. Портрет императрицы выполнен в технике «меццо-тинто» (чёрная манера), остальные иллюстрации — гравюры на меди. Виньетки в тексте представлены заставками «Бал» и «Вид Московского Кремля» работы гравера И. Соколова. Колонцифры декорированы миниатюрными коронами.
Всего существовало три варианта оформления альбома:
- На русском языке с раскрашенными гравюрами. В цельнокожаном переплете с тиснеными на крышке двуглавым орлом, императорской короной, державой и скипетром. Альбом отпечатан на александрийской бумаге.
- На немецком языке с черно-белыми гравюрами. В цельнокожаном переплете с золотым тиснением в виде вензеля императрицы Елизаветы Петровны на передней крышке альбома и двуглавым орлом на задней. Альбом отпечатан на александрийской бумаге.
- На русском языке с черно-белыми гравюрами, в переплете без украшений.

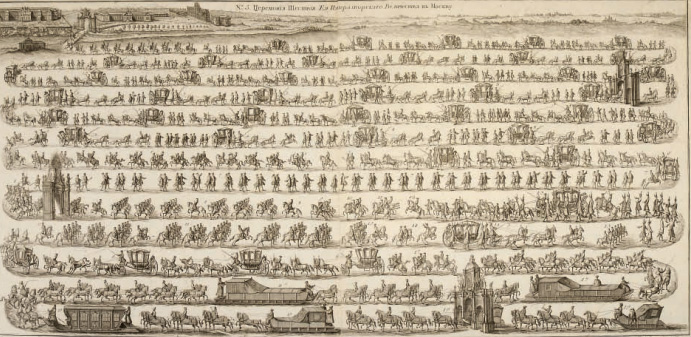
Иллюстрация из монохромного издания
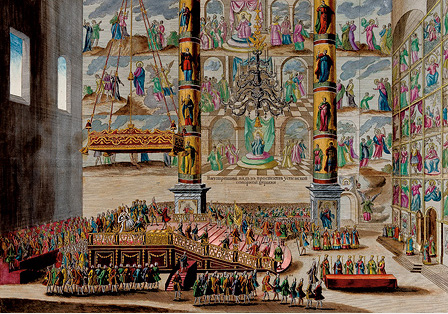
Иллюстрация из цветного издания

## Содержание издания
Издание содержит описание самой церемонии коронации, состоявшейся 25 апреля 1742 г., гравюры по рисункам И. Гриммеля на сюжеты коронационного обряда, изображения императорских нарядов и регалий и портретное изображение императрицы. Торжества длились в течение двух месяцев и отличались немыслимой роскошью.

## Переиздание
«Обстоятельное описание Торжественных Порядков благополучного вшествия в царствующий град Москву и священнейшаго коронования Ея Августейшаго Императорскаго Величества Всепресветлейшия Державнейшия Великия Государыни Императрицы Елисавет Петровны Самодержицы Всероссийской, еже бысть вшествие 28 февраля, коронование 25 апреля 1742 года». — Факсимильное издание 1744 г. — СПб.: Альфарет, 2006.

## Интересные факты
В 2009 году оригинальный экземпляр издания 1744 года был продан на аукционе Christie’s за 98,5 тысячи долларов — втрое дороже предварительной оценки с нижней планкой на уровне 30 тысяч.